# Bondskanselier van Oostenrijk
De Bondskanselier van Oostenrijk (Duits: Bundeskanzler) is het hoofd van de regering in Oostenrijk en neemt hiermee een soortgelijke functie in als de Nederlandse minister-president. De term bondskanselier wordt ook in Duitsland en Zwitserland gebruikt (in het laatstgenoemde land is deze echter geen regeringsleider).

## Benoeming
De bondskanselier wordt door de bondspresident benoemd. Hij is hierbij vrij in zijn keuze, maar moet in de praktijk rekening houden met de meerderheid van de Nationalrat, het Oostenrijkse parlement.
De bondskanselier doet de bondspresident een voorstel voor de overige leden van de nieuw te benoemen bondsregering. Met de beëdiging van de bondsregering door de bondspresident is zij onmiddellijk handelingsbevoegd; bevestiging door het parlement is niet noodzakelijk. Het parlement kan de regering echter naar huis sturen middels een motie van wantrouwen, een Misstrauensvotum.

## Eerste republiek (1918-1938)
| Arthur Seyss-Inquart | 1938      | NSDAP     |
| Kurt von Schuschnigg | 1934–1938 | VF        |
| Engelbert Dollfuss   | 1932–1934 | CSP/VF    |
| Karl Buresch         | 1931–1932 | CSP       |
| Otto Ender           | 1930–1931 | CSP       |
| Carl Vaugoin         | 1930      | CSP       |
| Johann Schober       | 1929–1930 | ambtenaar |
| Ernst Streeruwitz    | 1929      | CSP       |
| Ignaz Seipel         | 1926–1929 | CSP       |
| Rudolf Ramek         | 1924–1926 | CSP       |
| Ignaz Seipel         | 1922–1924 | CSP       |
| Johann Schober       | 1922      | ambtenaar |
| Walter Breisky       | 1922      | ambtenaar |
| Johann Schober       | 1921–1922 | ambtenaar |
| Michael Mayr         | 1920–1921 | CSP       |
| Karl Renner          | 1918–1920 | SDAPÖ     |

## Bondskanseliers van Oostenrijk (1945–heden)
| Bondskanselier van Oostenrijk Bundeskanzler der Republik Österreich | Bondskanselier van Oostenrijk Bundeskanzler der Republik Österreich | Bondskanselier van Oostenrijk Bundeskanzler der Republik Österreich | Ambtstermijn                 | Ambtstermijn     | Partij(en)  | Kabinet(en)     | Verkiezing(en) |
| ------------------------------------------------------------------- | ------------------------------------------------------------------- | ------------------------------------------------------------------- | ---------------------------- | ---------------- | ----------- | --------------- | -------------- |
|                                                                     | Karl Renner                                                         | Karl Renner (1870–1950)                                             | 27 april 1945                | 20 december 1945 | SPÖ         | Renner IV       |                |
|                                                                     | Leopold Figl                                                        | Leopold Figl (1902–1965)                                            | 20 december 1945             | 2 april 1953     | ÖVP         | Figl I          | 1945           |
| Figl II                                                             | Leopold Figl                                                        | Leopold Figl (1902–1965)                                            | 20 december 1945             | 2 april 1953     | ÖVP         | 1949            |                |
| Figl III                                                            | Leopold Figl                                                        | Leopold Figl (1902–1965)                                            | 20 december 1945             | 2 april 1953     | ÖVP         | 1949            |                |
|                                                                     | Julius Raab                                                         | Julius Raab (1891–1964)                                             | 2 april 1953                 | 11 april 1961    | ÖVP         | Raab I          | 1953           |
| Raab II                                                             | Julius Raab                                                         | Julius Raab (1891–1964)                                             | 2 april 1953                 | 11 april 1961    | ÖVP         | 1956            |                |
| Raab III                                                            | Julius Raab                                                         | Julius Raab (1891–1964)                                             | 2 april 1953                 | 11 april 1961    | ÖVP         | 1959            |                |
| Raab IV                                                             | Julius Raab                                                         | Julius Raab (1891–1964)                                             | 2 april 1953                 | 11 april 1961    | ÖVP         | 1959            |                |
|                                                                     | Alfons Gorbach                                                      | Alfons Gorbach (1898–1972)                                          | 11 april 1961                | 2 april 1964     | ÖVP         | 1959            | Gorbach I      |
| Gorbach II                                                          | Alfons Gorbach                                                      | Alfons Gorbach (1898–1972)                                          | 11 april 1961                | 2 april 1964     | ÖVP         | 1962            |                |
|                                                                     | Josef Klaus                                                         | Josef Klaus (1910–2001)                                             | 2 april 1964                 | 21 april 1970    | ÖVP         | 1962            | Klaus I        |
| Klaus II                                                            | Josef Klaus                                                         | Josef Klaus (1910–2001)                                             | 2 april 1964                 | 21 april 1970    | ÖVP         | 1966            |                |
|                                                                     | Bruno Kreisky                                                       | Bruno Kreisky (1911–1990)                                           | 21 april 1970                | 24 mei 1983      | SPÖ         | Kreisky I       | 1970           |
| Kreisky II                                                          | Bruno Kreisky                                                       | Bruno Kreisky (1911–1990)                                           | 21 april 1970                | 24 mei 1983      | SPÖ         | 1971            |                |
| Kreisky III                                                         | Bruno Kreisky                                                       | Bruno Kreisky (1911–1990)                                           | 21 april 1970                | 24 mei 1983      | SPÖ         | 1975            |                |
| Kreisky IV                                                          | Bruno Kreisky                                                       | Bruno Kreisky (1911–1990)                                           | 21 april 1970                | 24 mei 1983      | SPÖ         | 1979            |                |
|                                                                     | Fred Sinowatz                                                       | Fred Sinowatz (1929–2008)                                           | 24 mei 1983                  | 16 juni 1986     | SPÖ         | Sinowatz        | 1983           |
|                                                                     | Franz Vranitzky                                                     | Franz Vranitzky (1937)                                              | 16 juni 1986                 | 28 januari 1997  | SPÖ         | Vranitzky I     | 1986           |
| Vranitzky II                                                        | Franz Vranitzky                                                     | Franz Vranitzky (1937)                                              | 16 juni 1986                 | 28 januari 1997  | SPÖ         |                 | 1986           |
| Vranitzky III                                                       | Franz Vranitzky                                                     | Franz Vranitzky (1937)                                              | 16 juni 1986                 | 28 januari 1997  | SPÖ         | 1990            |                |
| Vranitzky IV                                                        | Franz Vranitzky                                                     | Franz Vranitzky (1937)                                              | 16 juni 1986                 | 28 januari 1997  | SPÖ         | 1994            |                |
| Vranitzky V                                                         | Franz Vranitzky                                                     | Franz Vranitzky (1937)                                              | 16 juni 1986                 | 28 januari 1997  | SPÖ         | 1995            |                |
|                                                                     | Viktor Klima                                                        | Viktor Klima (1947)                                                 | 28 januari 1997              | 4 februari 2000  | SPÖ         | 1995            | Klima          |
|                                                                     | Wolfgang Schüssel                                                   | Wolfgang Schüssel (1945)                                            | 4 februari 2000              | 11 januari 2007  | ÖVP         | Schüssel I      | 1999           |
| Schüssel II                                                         | Wolfgang Schüssel                                                   | Wolfgang Schüssel (1945)                                            | 4 februari 2000              | 11 januari 2007  | ÖVP         | 2002            |                |
|                                                                     | Alfred Gusenbauer                                                   | Alfred Gusenbauer (1960)                                            | 11 januari 2007              | 2 december 2008  | SPÖ         | Gusenbauer      | 2006           |
|                                                                     | Werner Faymann                                                      | Werner Faymann (1960)                                               | 2 december 2008              | 9 mei 2016       | SPÖ         | Faymann I       | 2008           |
| Faymann II                                                          | Werner Faymann                                                      | Werner Faymann (1960)                                               | 2 december 2008              | 9 mei 2016       | SPÖ         | 2013            |                |
| Faymann II                                                          |                                                                     | Reinhold Mitterlehner                                               | Reinhold Mitterlehner (1955) | 9 mei 2016       | 17 mei 2016 | 2013            | ÖVP            |
|                                                                     | Christian Kern                                                      | Christian Kern (1966)                                               | 17 mei 2016                  | 18 december 2017 | SPÖ         | 2013            | Kern           |
|                                                                     | Sebastian Kurz                                                      | Sebastian Kurz (1986)                                               | 18 december 2017             | 28 mei 2019      | ÖVP         | Kurz I          | 2017           |
|                                                                     | Hartwig Löger                                                       | Hartwig Löger (1965)                                                | 28 mei 2019                  | 3 juni 2019      | ÖVP         | Kurz I          | 2017           |
|                                                                     | Brigitte Bierlein                                                   | Brigitte Bierlein (1949–2024)                                       | 3 juni 2019                  | 7 januari 2020   | O           | Bierlein        | 2017           |
|                                                                     | Sebastian Kurz                                                      | Sebastian Kurz (1986)                                               | 7 januari 2020               | 11 oktober 2021  | ÖVP         | Kurz II         | 2019           |
|                                                                     | Alexander Schallenberg                                              | Alexander Schallenberg (1969)                                       | 11 oktober 2021              | 6 december 2021  | ÖVP         | Schallenberg I  | 2019           |
|                                                                     | Karl Nehammer                                                       | Karl Nehammer (1972)                                                | 6 december 2021              | 10 januari 2025  | ÖVP         | Nehammer        | 2019           |
|                                                                     | Alexander Schallenberg                                              | Alexander Schallenberg (1969)                                       | 10 januari 2025              | 3 maart 2025     | ÖVP         | Schallenberg II | 2019           |
|                                                                     | Christian Stocker                                                   | Christian Stocker (1960)                                            | 3 maart 2025                 | heden            | ÖVP         | Stocker         | 2024           |